# Ze Frank

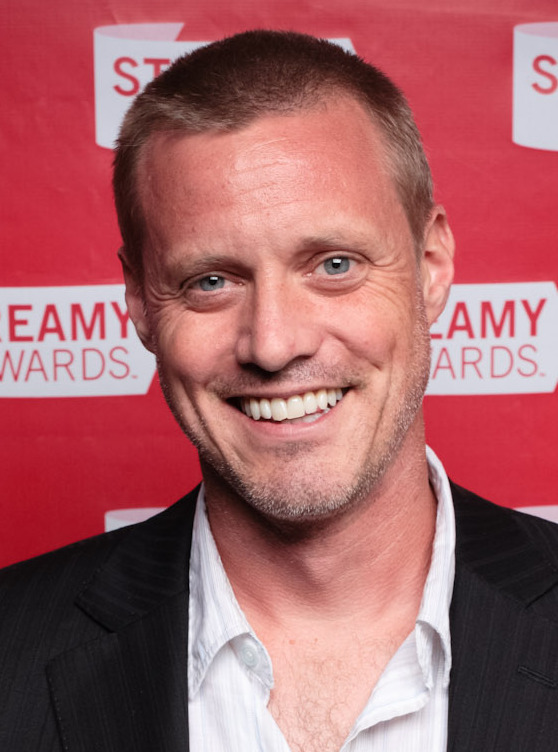
Ze Frank bei den Streamy Awards 2010

Hosea Jan „Ze“ Frank (* 31. März 1972) ist ein US-amerikanischer Online-Performance-Künstler, Komponist, Humorist und Redner aus Los Angeles (Kalifornien).

## Leben
Ze Frank ist der Sohn deutsch-amerikanischer Eltern – sein Vater ist der Chemienobelpreisträger Joachim Frank – und wuchs in einem Vorort von Albany auf. Er schloss 1995 sein Studium der Neurowissenschaften an der Brown University ab. Informationen aus Franks Show the show with zefrank geben an, dass er an einer montessoripädagogischen Schule war und eine Schwester hat, die Malerin ist.
Während seiner Anfangszeit an der Brown University spielte Frank Gitarre und sang in einer Funk/Jam-Band namens Dowdy Smack, unter anderem mit dem Blues-Traveler-Bassisten Tad Kinchla. Frank war bis zur Auflösung im Jahr 1998 in der Band.
Frank heiratete seine langjährige Freundin Jody Brandt im Jahr 2003. Sie lernten sich an der Brown University kennen und waren fünf Jahre zusammen, bevor sie heirateten. Jody ist eine staatlich anerkannte Psychologin. Sie nahm zudem 2009 die Trauung von Franks Bandkollegen Tad Kinchla vor.

## Karriere
2001 erstellte Frank eine Online-Geburtstagseinladung und sendete sie an siebzehn seiner engsten Freunde. Durch Weiterleitungen generierte die Einladung bald darauf Millionen von Seitenaufrufen und über 100 Gigabytes an täglichem Internettraffic auf die Website von Frank. Die Seite wuchs, wobei interaktive Gruppenprojekte, Kurzfilme, Animationen, Videospiele hinzukamen.
Bei den Webby Awards 2002 gewann Frank den Preis für die „Best Personal Website“ und 2005 wurde er in der Liste der „50 Coolest Websites“ des Time Magazine aufgezählt. Frank hatte seinen ersten Auftritt bei der Gel-Konferenz 2003 und sprach 2004 und 2005 auf der TED Conference.
Frank arbeitete als außerordentlicher Professor an der Tisch School of the Arts/New York University, der Parsons The New School for Design und der State University of New York at Purchase.
Bezüglich seiner Arbeit im digitalen Bereich und dem Potenzial neuer Plattformen wie Facebook, YouTube und Twitter sagte Frank:

“For me, experimentation is not about the technology. In an ever-changing technological landscape, where today’s platforms are not tomorrow’s platforms, the key seems to be that any one of these spaces can use a dose of humanity and art and culture.”

„Für mich hat Experimentieren nicht mit der Technologie zu tun. In einer sich ständig verändernden technologischen Landschaft, in der die heutigen Plattformen nicht die Plattformen von morgen sind, scheint der Schlüssel zu sein, dass jede dieser Bereiche eine Dosis von Menschlichkeit und Kunst und Kultur gebrauchen kann“

Seit Herbst 2024 ist Ze Frank Mitglied des Advisory board der Senckenberg Ocean Species Alliance.

### the show
Am 17. März 2006 startete Frank das tägliche Videoprogramm the show with zefrank. Das Format des Programms kombinierte Kommentare über Medien und aktuelle Ereignisse mit Beiträgen und Aktivitäten von Zuschauern. Jede der drei bis fünf Minuten langen Episoden kombinierte Kommentare über Weltereignisse im Stil von The Daily Show mit Liedern, Beobachtungen und gelegentlichen Spielen oder Herausforderungen, an denen die Zuschauer teilnehmen konnten. Tausende Fotos, Videos und Musikdateien wurden von den Zuschauern beigetragen, unter anderem 1.000 Bilder in einem Zeitraum von 20 Stunden. Die Show erschien jeden Wochentag bis zur letzten Folge am 17. März 2007, exakt ein Jahr nach dem Beginn. Infolge des Erfolgs der Show wurde Frank von der United Talent Agency of Beverly Hills, California unter Vertrag genommen. Der Stil der Show beeinflusste viele populäre Videoblogger, unter anderem Philip DeFranco und John Green.

### a show
Am 27. Februar 2012 kündigte Ze Frank eine Show an, die dreimal in der Woche erscheinen würde und „same same but different“ (gleich gleich, aber anders), als The Show sein würde. Ähnlich zu seinen anderen Projekten ist A Show dabei eine Kollaboration zwischen Frank und dem Publikum. Zur Finanzierung nutzte Frank die Crowdfunding-Plattform Kickstarter und nahm 146.752 US-Dollar ein, wobei das eigentliche Ziel der Aktion lediglich 50.000 US-Dollar waren. A Show with Ze Frank debütierte am 9. April 2012 mit einer Folge namens „An Invocation for Beginnings“ (Ein Aufruf für die Anfänge). Insgesamt erschienen von April bis November 2012 69 Folgen.

### YouTube
Ze Frank veröffentlicht seit Mai 2009 Videos auf seinem YouTube-Kanal, der mittlerweile über vier Millionen Abonnenten und (Stand September 2023) über 680 Millionen Aufrufe bei über 230 Videos hat. Seit 2013 fokussiert er sich hauptsächlich auf humoristische Videos zu zoologischen Themen. Seine bekannteste Videoreihe ist True Facts, in der Frank in zwei- bis 19-minütigen Videos per Voiceover auf humoristische Art wissenschaftliche Ergebnisse zur Zoologie verschiedener Tierarten präsentiert. Das erste Video, in dem es um Baby-Ameisenigel geht, wurde im Dezember 2012 veröffentlicht; nach über dreieinhalbjähriger Pause produziert Ze Frank seit 2018 wieder regelmäßig Videos. Bis September 2023 sind über 80 Folgen True Facts erschienen. Seit 2022 veröffentlicht er auch Shorts.